# Guangling
Guangling léase: Kuáng-Ling (en chino:广陵区; pinyin:Guǎnglíng Qū) es un distrito urbano bajo la administración directa de la ciudad-prefectura de Yangzhou, provincia de Jiangsu, al este de la República Popular China. Guangling yace en la llanura aluvial del delta del río Yangtsé con una altitud promedio de 8 m s. n. m., donde es bañada por el Gran Canal de China . Su área total es de 342 km² y su población proyectada para 2013 es de 498 200 habitantes. La autopista Beijing-Shanghai y el ferrocarril Nanjing–Qidong es el medio de transporte terrestre para conectar la ciudad. 
Guangling es el primer nombre que se utilizó para llamar a la ciudad-prefectura de Yangzhou. Hoy en día, Guangling es el distrito central y sede administrativa de Yangzhou. La vieja Guangling cubre un área de 5.09 kilómetros cuadrados, reflejo de conservar las características históricas.

## Administración
Desde 2014 el distrito de Guangling se dividen en 11 pueblos  , que se administran en 4 subdistritos 6 poblados y 1 villa. 

## Geografía
El distrito de Guangling está ubicado en la parte central de la provincia de Jiangsu, en la intersección del río Yangtse y el Gran Canal Beijing-Hangzhou , ubicado en el círculo económico del delta del río Yangtse. 
El distrito de Guangling tiene un clima cálido subtropical con una temperatura promedio anual de 14.8 °C, un período promedio anual libre de heladas de 220 días, con sol promedio de 2140 horas y una precipitación anual de 1030 mm .